# Габузян, Оганес Егиазарович
Оганес Егиазарович Габузян (арм. Հովհաննես Եղիազարի Գաբուզյան; род. 19 мая 1995) — армянский шахматист, гроссмейстер (2012). Двукратный чемпион Армении (2017 и 2021).

## Биография
Играет в шахматы с пяти лет, первый тренер — Ашхен Саноян.
Учился в Государственном институте физической культуры и спорта Армении, затем в США в University of Texas Rio Grande Valley.

## Спортивная карьера
Занимал второе место на Юношеском чемпионате Европы (2011, 2012). Победитель университетского чемпионата мира по шахматам.
Победитель 7-го ежегодного соревнования в Вашингтоне (2018).

## Изменения рейтинга
| Графики недоступны из-за технических проблем. См. информацию на Фабрикаторе и на mediawiki.org. |